# Pays de Lorient
 (août 2025).
Motif : Absence de sources secondaires, les Pays loi Voynet ne sont pas admissibles d'office.
- Archive Wikiwix
- Bing
- Cairn
- DuckDuckGo
- E. Universalis
- Gallica
- Google
- G. Books
- G. News
- G. Scholar
- Persée
- Qwant
- (zh) Baidu
- (ru) Yandex
- (wd) trouver des œuvres sur Wikidata

| 1. | Préciser le motif de la pose du bandeau. | Précisez le motif de la pose du bandeau en utilisant la syntaxe suivante : {{admissibilité à vérifier\|date=août 2025\|motif=remplacez ce texte par le motif}}                       |
| 2. | Informer les utilisateurs concernés.     | Pensez à avertir le créateur de l'article, par exemple, en insérant le code ci-dessous sur sa page de discussion : {{subst:avertissement admissibilité à vérifier\|Pays de Lorient}} |

Le pays de Lorient correspond à un territoire de près de 270 000 habitants dont la ville principale est Lorient, constitué de quarante-six communes regroupées en trois structures intercommunales : Lorient Agglomération, Blavet Bellevue Océan Communauté et depuis le 1er janvier 2018 Quimperlé Communauté.

## Présentation
Le « pays de Lorient » désigne communément le territoire que recouvre Lorient Agglomération (qui s'appelait jusqu'en avril 2012 Cap l’Orient, Communauté d'agglomération du pays de Lorient). Mais le « pays » ici a un autre sens, celui que lui donne la Loi de 1999 d'orientation pour l'aménagement et le développement durable du territoire (dite loi Voynet). Ni échelon administratif, ni collectivité territoriale, le pays est un territoire présentant une cohésion géographique, culturelle, économique et sociale dont les communes qui le composent élaborent un projet commun de développement.
Dans ce sens, le pays de Lorient regroupe :
- Lorient Agglomération, soit 25 communes (Brandérion, Bubry, Calan, Caudan, Cléguer, Gâvres, Gestel, Groix, Guidel, Hennebont, Inguiniel, Inzinzac-Lochrist, Lanester, Languidic, Lanvaudan, Larmor-Plage, Locmiquélic, Lorient, Plœmeur, Plouay, Pont-Scorff, Port-Louis, Quéven, Quistinic et Riantec), 200 132 habitants sur une superficie de 738,71 km2 ;
- Blavet Bellevue Océan Communauté, soit 5 communes (Kervignac, Merlevenez, Nostang, Plouhinec, Sainte-Hélène) ;
- Quimperlé Communauté, soit 16 Communes (Arzano, Bannalec, Baye, Clohars-Carnoët, Guilligomarc'h, Mellac, Moëlan-sur-Mer, Le Trévoux, Locunolé,Querrien, Quimperlé, Rédené, Riec-sur-Bélon, Saint-Thurien, Scaër, Tréméven), 55 389 habitants sur une superficie de 606,99 km2.

Le pays de Lorient compte ainsi 46 communes et 268 420 habitants (2015) sur une superficie de 1 462,3 km2.

## Situation
Le pays de Lorient est centré sur la rade de Lorient, vers laquelle convergent le Scorff et le Blavet. Longtemps bordé à l'ouest par la Laïta, sa limite occidentale est constituée aujourd'hui par l'Aven et le Bélon du fait de la volonté de la communauté d'agglomération de Quimperlé de faire partie du pays de Lorient. La rivière d'Étel marque sa limite à l'est. Sa limite nord est constituée par la limite de l'arrondissement de Pontivy.

## Historique
Signature le 16 avril 2007 du « contrat de pays du Pays de Lorient » pour la période 2006-20012. Les signataires sont la Région Bretagne, la communauté d'agglomération Cap l'Orient, la communauté de communes de Blavet Bellevue Océan et la communauté de communes de la région de Plouay, du Scorff au Blavet.
Le 1er janvier 2014, la communauté de communes de la région de Plouay fusionne avec Lorient Agglomération.
En février 2015, le Conseil de développement du Pays de Lorient se constitue en association.
Depuis le 1er janvier 2018, le pays de Lorient compte 3 intercommunalités avec Quimperlé Communauté, qui l'a rejoint. Le pays de Lorient est donc à cheval sur les deux départements du Morbihan et du Finistère.

## Mise en œuvre
La mise en œuvre concrète s'articule par différents outils mis en place :
- Une charte qui formalise les engagements des différents acteurs du pays et définit les orientations stratégiques de développement ;
- Un comité de pilotage composé de 15 membres : 11 élus de Lorient Agglomération, 3 élus de Blavet Bellevue Océan Communauté et 1 élu de la Région. Les directeurs des trois communautés sont associés aux travaux du comité ;
- Un conseil de développement qui est une instance de concertation qui suit la mise en œuvre du projet et échange sur le développement du pays. Y sont désignés des représentants du monde économique, social, associatif. Le conseil de développement est composé de 72 membres répartis en 5 collèges : collège 1 : syndicats de salariés, 18 membres, collège 2 : monde économique, 18 membres, collège 3 : vie associative, 18 membres, collège 4 : organismes qualifiés, 9 membres, collège 5 : personnalités qualifiées, 9 membres ;
- Un contrat de partenariat permettant de contractualiser avec la Région, l'État et l'Europe pour mener des projets en faveur du développement local. Avant la mise en place du contrat de partenariat, en 2014, les projets étaient définis dans le cadre de «contrats de Pays». Celui de la période 2007-2013 portait sur une enveloppe globale de 21,5 millions d'euros et concernait 28 projets.

## Les axes stratégiques
Le projet du pays de Lorient est décliné en trois axes stratégiques :
- Économie : aménager un espace économique dynamique respectueux d’un développement équilibré ;
- Environnement : valoriser un territoire organisé autour de l’identité île-mer-rade-vallées ;
- Social : construire un pays solidaire pour une vie quotidienne de qualité et une personnalité culturelle forte.

## Fonctionnement

### Comité de pilotage
Il est constitué de :
- pour Lorient Agglomération : Norbert Métairie, président, maire de Lorient, Gérard Cabrol, maire de Gestel, Loïc Le Meur, maire de Plœmeur, Gérard Perron, maire d’Hennebont, François Aubertin, maire de Guidel, Armelle Nicolas, maire d’Inzinzac-Lochrist, Pierrik Nevannen, maire de Pont-Scorff et Thérèse Thiery, maire de Lanester, Jean-Yves Nicolas, président, maire de Bubry, Jean-Rémy Kervarrec, Conseiller municipal de Plouay, Eugène Nicolas, adjoint au maire d’Inguiniel ;
- pour Blavet Bellevue Océan Communauté : Fortuné Le Calvé, président, maire de Merlevenez, Jacques Le Ludec, maire de Kervignac, Adrien Le Formal, maire de Plouhinec ;
- Pour la Région Bretagne : Daniel Gilles, vice-président du Conseil régional de Bretagne (et maire adjoint de Lorient).

### Commissions
Les 72 membres du conseil de développement se répartissent en commissions qui se réunissent une fois par mois :
- Commission « Avenir économique », présidé par David Cabedoce, Chambre du commerce et de l'industrie du Morbihan du Collège Monde économique et insertion et animée par Gilles poupard, AudéLor. En 2010, elle a lancé un appel à la réflexion sur la question Quel avenir face à la crise en organisant en cycle de conférences ouvertes au public et une série d'auditions des principaux acteurs économiques et sociaux du Pays de Lorient. Le conseil prépare une synthèse des travaux en croisant approches locales et regards nationaux ;
- Commission « Agenda 21 », présidée par Claudine Marchadour, architecte, du collège personnalité qualifiée, et animée par Edouard Bouin, consultant Agenda 21. Elle a participé activement à la concertation engagé par Lorient Agglomération dans sa démarche d'Agenda 21, s'est engagée parallèlement dans une exploration des thèmes du changement climatique et des diverses alternatives locales (filière chanvre notamment) et surtout elle s'est intéressée aux mécanismes de sensibilisation du public ;
- Commission « Territoires pertinents », présidée par Florence Gourlay, maître de conférences à l'Université de Bretagne Sud, du collège organisme qualifié et animée par Laurence Debacq, AudéLor. Elle a mené une réflexion sur la question des périmètres de projet, sur les territoires de vie, les territoires de projets qui a permis d'identifier certaines dynamiques spécifique au territoire de Lorient. Et notamment celle du maillage des équipements culturels qui marque le Pays de Lorient. Une étude d'un an a été réalisée sur le rayonnement culturel au travers l'exemple de ses salles de spectacle.

### Le conseil de développement
Depuis février 2015, le conseil de développement du Pays de Lorient (CDPL) s'est constitué en association loi de 1901. Il est présidé (depuis juin 2023 et jusqu'à juin 2026) par Véronique Kourotchkine[réf. nécessaire].